# Trúbrot
Trúbrot var Islands första stora rockgrupp. Gruppen bildades i maj 1969.
Gruppen Trúbrot bildades i maj 1969 då banden Hljómar och Flowers splittrades. Gunnar, Rúnar och Shady från Hljómar samt Gunnar Jökull och Karl från Flowers bildade gruppen Trúbrot. Gruppen splittrades i mars 1973.

## Bandmedlemmar
- Shady Owens, sång
- Gunnar Þórðarson, gitarr, tvärflöjt och sång
- Rúnar Júlíusson, sång och bas
- Gunnar Jökull Hákonarson, trummor och sång
- Karl Sighvatsson, orgel och piano